# برگر افغانی
برگر افغانی (همچنین به عنوان برگر کابلی نیز شناخته می‌شود) یک بسته فست فود افغانی است که از یک تکه نان که دور سیب زمینی سرخ کرده حلقه می‌شود، همراه با چتنی و چاشنی‌های دیگر، سبزیجات و اغلب سوسیس یا سایر گوشت‌ها تشکیل شده‌است. این غذا از غذاهای افغانی وام گرفته‌است و در داخل پاکستان توسط مهاجران افغان رایج شد (به ویژه در اسلام‌آباد و پیشاور، جایی که یکی از غذاهای اصلی خیابانی شهر در نظر گرفته می‌شود).

## یادداشت
1. ↑  Rafi, Faran (2014-09-08). "The Afghani burger phenomenon". Dawn (به انگلیسی). Archived from the original on 2023-07-01.
2. ↑  Ullah, Izhar (2016-08-10). "After 20 years, Peshawar prepares to bid farewell to Kabuli burger". The Express Tribune (به انگلیسی). Archived from the original on 2023-07-01.